# Táin Bó Froích
Táin Bó Froích [taːnʴ voː vroiç] („Das Wegtreiben der Rinder Froechs“), auch Táin Bó Fraích, ist der Titel einer Remscéla (Vorerzählung) der Táin Bó Cuailnge („Das Wegtreiben der Rinder von Cooley“). Im Lebor Laignech („Das Buch von Leinster“), im Leabhar Buidhe Lecain („Das Gelbe Buch von Lecan“) und in zwei weiteren Manuskripten aus dem 15./16. Jahrhundert ist sie überliefert. Als Ballade ist der erste Teil der Geschichte im Leabhar Deathan Lios Mòir („Das Buch des Dekans von Lismore“) enthalten und wurde im Jahre 1756 aus dem Schottisch-Gälischen ins Englische übersetzt.

## Inhalt
Táin Bó Froích ist in zwei thematisch nicht zusammenhängende, nur durch den Titelhelden verbundene Geschichten geteilt. 
Im ersten Teil ist Froech mac Idaith ein Krieger des Connachter Heeres, das gegen Ulster ins Feld zieht. Er nimmt an diesem Kriegszug teil, weil er um Findabair wirbt, die Tochter des Königspaares Ailill mac Máta und Medb. Als Medb vergeblich Kämpfer gegen den unbesiegbaren Ulster-Helden Cú Chulainn sucht und deshalb ihre Tochter als Preis dafür aussetzt, meldet Froech sich als Erster, fällt aber im Zweikampf gegen Cú Chulainn – ebenfalls als Erster.
Eine Parallele zur Sage Echtra Fergusa maic Léte („Fergus mac Léites Abenteuer“) ist in jener Episode zu sehen, wo Froech von Ailill, der ihn nicht als Schwiegersohn haben will, hinterlistig in das „Schwarzwasser“ des Dublinn Fraích (Bray, irisch Bré) gelockt wird. Ein dort lebendes Seeungeheuer (muirdis) fällt ihn an und er kann ihm nur mit Müh und Not entkommen.
Im zweiten titelgebenden Teil ist Froech nicht mit Findabair, sondern mit einer anderen Frau verheiratet, die ihm zusammen mit seinen drei Söhnen und seinem Vieh von Plünderern geraubt wird. Mit der Hilfe des Helden Conall Cernach gelingt es ihm, seine Familie und sein Habe zurückzuerobern. Dazu müssen die beiden über die Irische See und den Ärmelkanal in die Alpen ziehen, wo der Raub in einer von einer Schlange bewachten Burg zu finden ist. Conall gelingt es jedoch, die Schlange in seinem Gürtel einschlafen zu lassen, obwohl die Burg von ihm und Froech zerstört wird. Erst dann verlässt die Schlange den Helden wieder, ohne ihn gebissen zu haben.

## Weblink
- The Cattle Raid of Fráech in Celtic Literature Collective auf maryjones.us